# Askungen (balett)

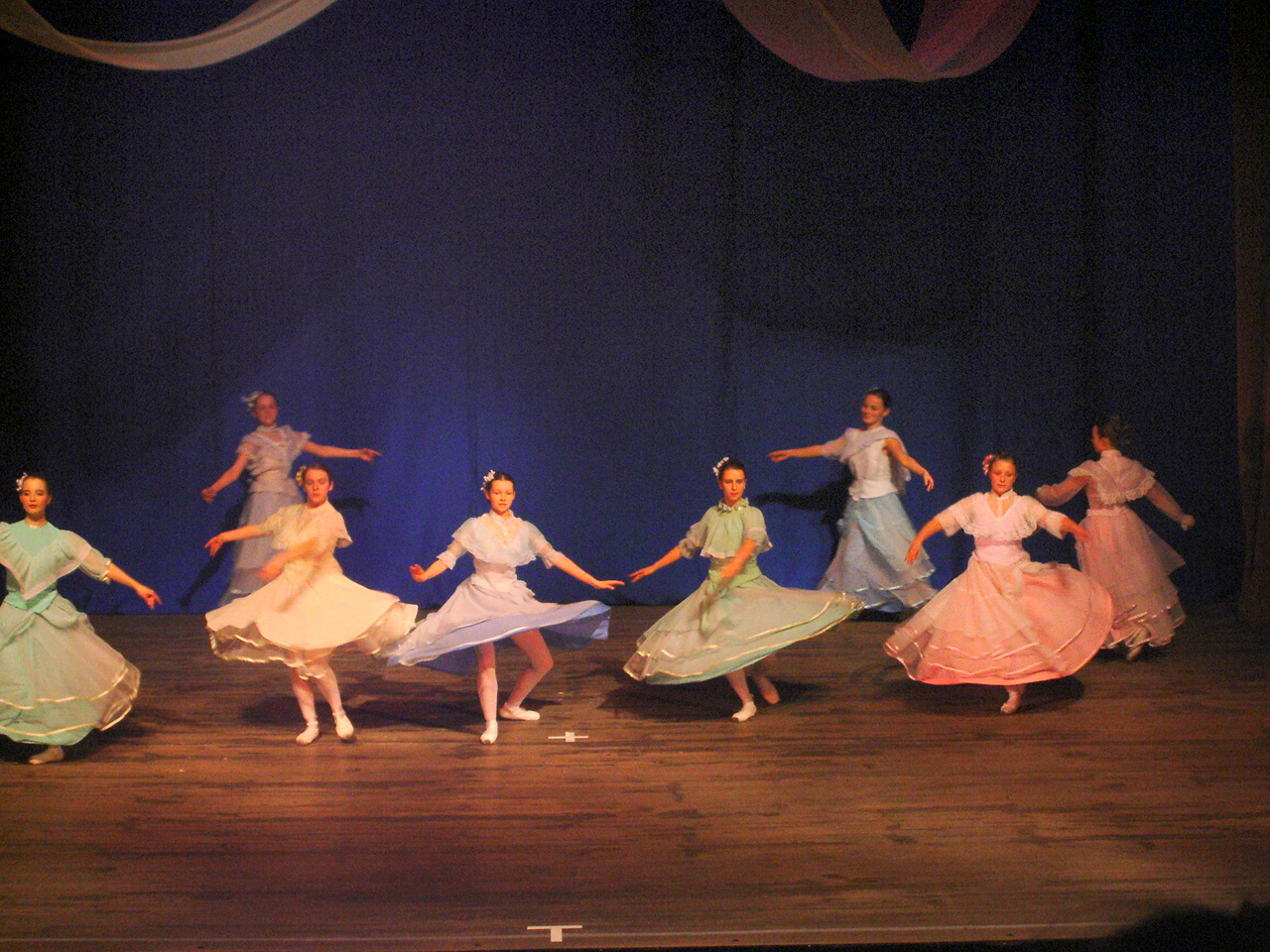
Fotografi från en polsk uppsättning av baletten

Askungen är en balett av den Ukrainske  kompositören Sergej Prokofjev, efter Charles Perraults version av folksagan med samma namn. Baletten hade urpremiär på Bolsjojbaletten 21 november 1945.
I sin självbiografi skriver Prokofjev att han med baletten i synnerhet ville fokusera på kärleken mellan Askungen och prinsen, de olika hinder de stötte på, hur kärleken växte, och så vidare. Han skrev att ett flertal hinder fanns i avseende till originalhistorian, kring hur de övernaturliga skeendena skulle porträtteras i baletten. Producenterna ville dock, enligt Prokofjev, snarare porträttera mänsklig kärlek snarare än en magisk historia. Musiken i baletten delar han in i tre kategorier utifrån Askungens porträttering i de olika scenerna: den illa omtyckta och dåligt behandlade Askungen; den oskuldsfulla och eftertänksamma Askungen; den lyckliga och kärleksfulla Askungen.